# Malcolm Sargent
Pour les articles homonymes, voir Sargent.
Sir Malcolm Sargent, né le 29 avril 1895 à Ashford et mort le 3 octobre 1967 à Londres, est un chef d'orchestre anglais dont le nom est particulièrement rattaché aux Proms. Sargent est né à Ashford dans le Kent mais a passé la plus grande partie de sa jeunesse à Stamford dans le Lincolnshire. Enfant prodige, il accompagnait au piano les opéras-comiques de Gilbert et Sullivan montés par son père. Il devait par la suite devenir spécialiste de ces œuvres, dont les enregistrements subsistent au catalogue. Il a ensuite appris à jouer de l'orgue avant d'aller à l'université de Durham, où il a passé son doctorat en musique à l'âge de vingt-et-un ans. Il a poursuivi ses études de piano à Londres avec Benno Moiseiwitsch.

## Le chef d'orchestre
En 1921, Malcolm Sargent a dirigé sa propre composition, Impressions on a Windy Day, à Leicester et ensuite à un « Concert Promenade » de Londres, à la demande de Sir Henry Wood. En 1924, il a dirigé à Londres des opéras-comiques de Gilbert et Sullivan, les Ballets russes de Diaghilev et a créé l'oratorio Belshazzar's Feast (« Le Festin de Balthazar ») de William Walton, tout en enseignant au Royal College of Music. En 1953, il a enregistré La Damnation de Faust de Berlioz avec la BBC Choral Society et le BBC Symphony Orchestra et en 1956 avec le Philharmonia Orchestra, le Concerto pour violoncelle n°1 de Camille Saint-Saëns (avec Rostropovitch au violoncelle).

## The Proms
Malcolm Sargent a été anobli (en même temps que Laurence Olivier) en 1947. À partir de 1950, jusqu'à l'année de sa mort, il a été étroitement associé aux Proms, célèbre série de concerts donnés au Royal Albert Hall chaque été, partageant avec Basil Cameron (en) presque tous les concerts jusqu'en 1963.

## Carrière internationale
Après la Seconde Guerre mondiale, Sir Malcolm a fait des tournées aux États-Unis, au Japon, en Europe, en Afrique du Sud et en Australie.

## La réputation de Sir Malcolm
Très aimé des "Prommers" (il est sorti de son lit, où il se mourait d'un cancer pour leur faire ses adieux), Sargent a rarement atteint les sommets de son art. Son enregistrement du "Dream of Gerontius" d'Elgar datant de 1944 est inspiré de bout en bout[pas clair]. Il était également un excellent accompagnateur, que ce soit d'Artur Schnabel, de Jascha Heifetz ou de Paul Tortelier. Son « Messie » (Messiah, de Haendel) ainsi que son « Elijah » (Elias, de Felix Mendelssohn) méritent le détour car il s'entendait mieux avec les choristes (généralement non payés, et donc bénévoles...) qu'avec les musiciens d'orchestre, à la suite de quelques remarques mal venues concernant les retraites des musiciens, qu'il disait être nocives au sentiment de précarité nécessaire à un artiste.